# Keilor Park
Keilor Park ist ein Vorort 17 Kilometer nordwestlich von Melbourne, Victoria, Australien. Sitz der Kommunalverwaltung ist Brimbank City. Bei der Volkszählung in Australien im Jahr 2016 hatte Keilor Park 2719 Einwohner.
Keilor Park wird im Westen von dem Maribyrnong River, im Norden durch Tullamarine und den Flughafen Melbourne, im Osten durch den Steele Creek und im Süden durch den Calder Freeway begrenzt.
Laut der Volkszählung von 2016 haben 30 % der Einwohner italienische oder griechische Vorfahren. Das Durchschnittsalter der Gegend liegt bei 43 Jahren, war für Orte innerhalb von Brimbank City, in denen es ein Durchschnittsalter von 35 gibt, recht hoch ist. Der Hauptbeschäftigungssektor ist bei Männern das Baugewerbe (19 %) und bei Frauen die Gesundheit und Pflege (16 %).
Im Vorort befindet sich der Botanische Garten von Keilor.
In Keilor Park gibt es Sportvereine für unterschiedliche Sportarten, wie Football, Softball, Cricket, Leichtathletik, Tennis, Fußball und Basketball.